# 纳赛尔·沙米
纳赛尔·沙米（阿拉伯語：ناصر الشامي，1982年6月27日—），叙利亚拳击运动员。曾在2004年夏季奥林匹克运动会中获得男子拳击重量级项目铜牌，这是叙利亚在奥运拳击项目上的首枚奖牌。